# Sharks
Sharks (The Sharks — «акулы») — британская рок-группа, созданная в ноябре 1972 года, бывшим участником Free Энди Фрэйзером, во время его второго и окончательного ухода из группы, вокалистом Стивом Парсонсом по прозвищу Снипс, гитаристом Крисом Спеддингом и американским барабанщиком Марти Саймоном. Новая группа подписала контракт с Island Records и получила благожелательные отзывы критиков, в особенности за игру гитариста Криса Спеддинга.
В начале 1973 года они отправились в тур по Великобритании, а также появились в программе BBC Two Old Grey Whistle Test. У группы была своя машина — «Sharkmobile», старый Кадиллак с решёткой радиатора, стилизованной под зубы акулы.
19 февраля 1973 года, возвращаясь в Лондон с концерта в Клиптропе, машину занесло и она врезалась в дерево. Фрэйзер получил травму запястья и во время лечения подумывал о другой группе. Тур продолжался до конца апреля, однако у Фрэйзера возникли некоторые трудности из-за травмы. Дебютный альбом First Water был выпущен в апреле 1973 года. Вскоре после этого Фрэйзер покидает группу и начинаются поиски замены ему. В числе кандидатов по-видимому были Том Робинсон, Рик Греч и Боз Баррелл. Мик Джаггер порекомендовал бас-гитариста из Мемфиса Баста Черри Джонса.
Новый тур по Великобритании с этим составом начался в сентябре 1973 года и продолжался до марта 1974 года, когда вышел второй альбом «Jab It in Yore Eye». Затем группа гастролировала по США в апреле и мае 1974 года. По возвращении в Великобританию, группа приступила к записи своего третьего альбома «Music Breakout». Но в итоге Саймон был заменён Стюартом Фрэнсисом, а Джонс вернулся в Штаты. Island Records уже не не интересовали мастер-плёнки с записями альбома. Группа распалась в октябре 1974 года.
После распада Спеддинг занимался сессионной работой и сольным творчеством, Снипс пел в Baker Gurvitz Army.

## Дискография
- First Water (1973)
- Jab It in Yore Eye (1974)
- Music Breakout (1975) (не выпущен)
- Like a Black Van Parked on a Dark Curve (1998)
- Killers of the Deep (2017)